# RBVZ Grand
RBVZ Grand byl první strategický průzkumný letoun, který navrhl ho a roku 1913 postavil ruský konstruktér Igor Ivanovič Sikorskij.
Letoun měl uzavřenou kabinu tramvajového tvaru, vyhlídkový balkón na přídi, elektrické osvětlení i vytápění, prostor pro pětičlennou osádku. Motory byly dva tažné typu Argus po 100 koních, které však nestačily, proto byly u druhého kusu namontovány ještě dva motory jako tlačné, takže vznikly dvě tandemové motorové jednotky.
Vylepšením tohoto stroje vznikl v tomtéž roce letoun Russkij viťaz. 

## Technické údaje
- Osádka: 4
- Rozpětí: 27 m
- Délka: 20 m
- Nosná plocha: 120 m²
- Vlastní hmotnost: 3400 kg
- Vzletová hmotnost: 4000 kg
- Maximální rychlost: 90 km/h
- Dostup: 500 m
- Dolet: 170 km
- Pohonná jednotka: 4 × motor Argus
  - Výkon motoru: 4 × 100 k (73,5 kW)